# Японски морски лъв
Японският морски лъв (Zalophus japonicus) е изчезнал вид бозайник от семейство Ушати тюлени (Otariidae).

## Разпространение
Видът е обитавал Японско море, особено около крайбрежните райони на Японския архипелаг и Корейския полуостров.